# 今井朋
今井 朋（いまいとも、1980年 - ）は日本のキュレーター。
配偶者、Gilles StassartによるLa Pagodeキュレーター。

## 概要
群馬県前橋市生まれ。エコール・ド・ルーヴル（パリ）第一課程、第二課程修了。
「極東のテイスト」展（2011年、フランス・ナンシー市立美術館）の企画、監修により第33回ジャポニスム学会賞受賞。
2013年から2020年までアーツ前橋学芸員として在籍。
2019年に行われた展覧会「山本高之とアーツ前橋のビヨンド20XX 未来を考えるための教室」の担当学芸員を務める。

## 企画
- 「極東のテイスト」展（2011年、フランス・ナンシー市立美術館）
- 「白川昌生　ダダ、ダダ、ダ」（2014年）
- アーツ前橋×前橋文学館共同企画展「ヒツクリコ　ガツクリコ　ことばの生まれる場所」（2017）
- 「表現の森　協働としてのアート」展[5]